# Funeraliile lui Michael Jackson
Funeraliile lui Michael Jackson au avut loc la 7 iulie 2009, constituind cea mai impresionantă ceremonie de rămas bun din istorie.
A fost estimată o audiență globală de peste 300 de milioane de persoane, care a depășit-o pe ce a lui Elvis Presley, care a atras atenția a peste 77 000 de persoane, sau a prințesei Diana, la a cărei înmormântare au defilat peste 250.000 de persoane pe Hyde Park din Londra.
Această audiență a fost depășită doar de ceremonia investirii lui Barack Obama.

## Invitați
Pe lista partipanților s-au aflat Kobe Bryant, Mariah Carey, Andrae Crouch (cor), Berry Gordy, Queen Latifah, Jennifer Hudson, Shaheen Jafargholi (un copil finalist al Britain's Got Talent, care a interpretat un cântec de-al lui Michael), Magic Johnson, Martin Luther King III, Bernice A. King, John Mayer, Lionel Richie, Smokey Robinson, Rev. Al Sharpton, Brooke Shields, pastorul Lucious Smith (prieten de familie), Usher și Stevie Wonder

## Transmisia televizată
AEG, proprietarul exclusiv asupra turneelor lui Michael Jackson a permis mai multor televiziuni retransmisia evenimentului: CBS, NBC, ABC, CNN, MSNBC, FOX și Fox News Channel.
Transmisia a fost efectuată și de mai multe web site-uri, la care Apple, Inc. a utilizat metoda streaming.
În România, transmisia a fost efectuată de Pro TV, Antena 1, Realitatea TV, Antena 3 și N24.

## Înhumarea
Inițial s-a presupus că înhumarea se va desfășura conform tradiției musulmane, dar Jesse Jackson, un prieten de familie, confirmă faptul că ceremonialul va urma preceptele organizației Martorii lui Iehova.
Totuși, se pare că membrii familiei doresc depunerea sicriului temporar, la ferma Neverland (locul preferat al starului), chiar dacă acest lucru contravine legilor statului California, conform cărora înmormântările pot avea loc numai în cimitire.
Trupul neînsuflețit al lui Michael, îmbrăcat într-unul din costumele sale de scenă, a fost înhumat într-un sicriu placat cu aur și acoperit cu beton, pentru a fi protejat de eventualele atacuri din partea fanilor.